# Interior
Interior is een plaats (town) in de Amerikaanse staat South Dakota, en valt bestuurlijk gezien onder Jackson County.

## Demografie
Bij de volkstelling in 2000 werd het aantal inwoners vastgesteld op 77.
In 2006 is het aantal inwoners door het United States Census Bureau geschat op 78, een stijging van 1 (1,3%).

## Geografie
Volgens het United States Census Bureau beslaat de plaats een oppervlakte van
3,5 km², geheel bestaande uit land. Interior ligt op ongeveer 726 m boven zeeniveau.

## Plaatsen in de nabije omgeving
De onderstaande figuur toont nabijgelegen plaatsen in een straal van 36 km rond Interior.